# オップ!
オップ!（フランス語: HOP!）はフランスに拠点を置くリージョナル航空会社。エールフランスが親会社であり、エールフランス オップ（英語: Air France HOP）のブランド名で運航している。
社名の「オップ」はフランス語で「それ！」といった掛け声を意味する。

## 歴史
- 2012年12月21日、エールフランスの地方便と競合している格安航空会社に対抗するため、地方便を運航していたエールリネール、ブリテール、レジォナル（英語版）の3社を2013年3月に統合する形で設立された。エールリネールが26機、ブリテールが39機、レジォナルが44機の機材を保有しており、合計機材は107機だった。
- 2013年3月31日、運行を開始。
- 2015年7月、エールフランス-KLMグループが、2017年に3社のブランドをオップ！のブランドで正式に統一すると発表した[3]。
- 2019年2月1日、ブランドをオップ!からエールフランス オップに変更し、航空機の機体塗装もエールフランスの塗装に再塗装された[2]。

## 就航地
デンマーク
- ビルン

 ベルギー
- ブリュッセル

 チェコ
- プラハ

 フランス
- クレルモン＝フェラン（クレルモン＝フェラン・オーヴェルニュ空港（英語版））
- リヨン（サン＝テグジュペリ）
- マルセイユ
- モンペリエ （モンペリエ・メディトゥラネ空港）
- パリ（シャルル・ド・ゴール）
- パリ（オルリー）
- ポー（ポー・ピレネー空港（英語版））
- レンヌ
- アジャン（アジャン・ラ・ガレンヌ空港（英語版）
- アジャクシオ（アジャクシオ・ナポレオン・ボナパルト空港）
- オーリヤック （オーリヤック・トロンキレ空港（英語版））
- ブリーヴ＝ラ＝ガイヤルド（ブリーヴ空港（英語版））
- カーン（カーン・カルピケ空港（英語版））（シャレール航空による運航）
- カストル（カストル・マザメ空港（英語版））
- ランニオン（ランニオン空港（英語版））
- ラ・ロシェル（ラ・ロシェル・イルドレ空港（英語版））
- リモージュ（リモージュ国際空港（英語版））
- ポワチエ（ビアール空港（英語版））
- トゥールーズ

 ドイツ
- デュッセルドルフ
- シュトゥットガルト

 ハンガリー
- ブダペスト

 オランダ
- アムステルダム（スキポール）

 スペイン
- バルセロナ

 スコットランド
- アバディーン（アバディーン空港）

 スウェーデン
- ヨーテボリ（ランドヴェッテル空港）

## 保有機材
機材は、エンブラエルE-ジェットファミリーに統一している。
| 機種             | 保有数 | 座席数 | 座席数 | 座席数 |
| 機種             | 保有数 | C      | Y      | 計     |
| ---------------- | ------ | ------ | ------ | ------ |
| エンブラエル 170 | 13     | 26     | 50     | 76     |
| エンブラエル 190 | 26     | 28     | 72     | 100    |
|                  |        |        |        |        |

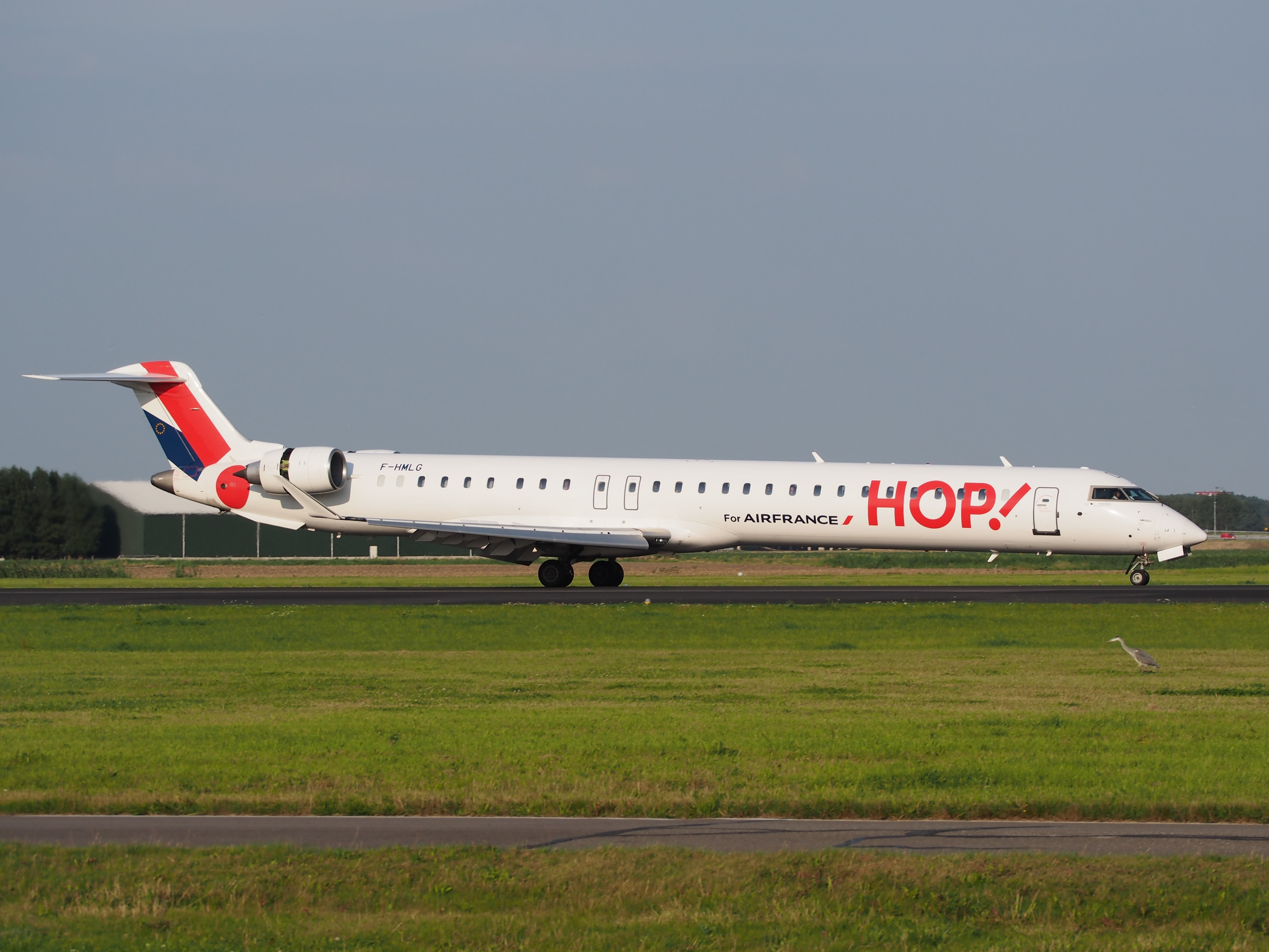
ボンバルディアCRJ-1000
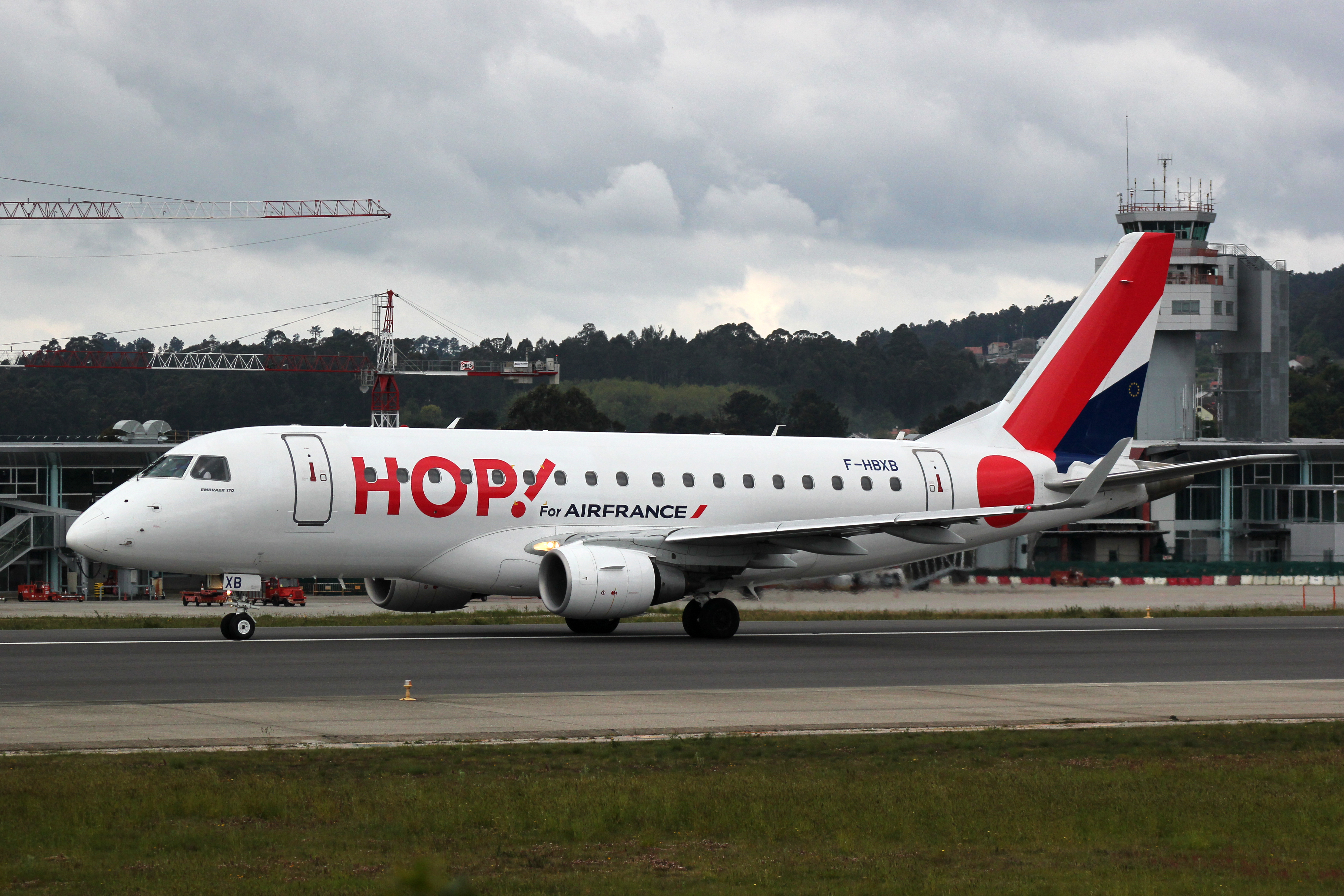
エンブラエル 170